# Neoclytus augusti
Neoclytus augusti är en skalbaggsart som först beskrevs av Louis Alexandre Auguste Chevrolat 1835.  Neoclytus augusti ingår i släktet Neoclytus och familjen långhorningar.
Artens utbredningsområde är Guatemala. Inga underarter finns listade i Catalogue of Life.